# Nintendo DS Download Play
Nintendo DS Download är en tjänst som gör det möjligt att spela mot andra spelare trådlöst utan att alla har samma spel eller ladda ner demoversioner av spel till en Nintendo DS. Denna tjänst finns bland annat hos utvalda samarbetspartners och sedan maj 2008 går det även att ladda ner demoversioner genom en speciell kanal, Nintendo Channel, på en Wii-konsol. På grund av bristande minnesutrymme tas demoversionerna bort när strömmen stängs av.